# Чельси
Че́льси (итал. Celsi) — знатный патрицианский дворянский род.

## История
Считается что род произошёл из города Равенна, впервые упоминается в 1122 году в соглашение между Бари и Доминико Микьелем. В 1178 году Паоло Чельси был одним из выбравших на место дожа Орио Мастропьетро. В 1202 году Пьетро Чельси был капитаном одной из галер Энрико Дандоло во время осады Зары. Николо Чельси занимал пост прокурора Святого Марка с 1268 и до своей смерти в 1277 году.
До назначения Лоренцо Чельси дожем Венеции, представители рода не занимал высокие поста в Венецианской республике. Отец Лоренцо — Марк стал прокурором Святого Марка в 1363 году. Представители рода Джакомо, Джованни и Бартоломео участвовали в Битве при Лепанто.
Другие занимали административные должности. Маркантонио Чельси был графом Шибеника (1708) и мэром города Веглиа (1714) а Марино мэром города Сало (1708). Род прервался после смерти Франческо Мариа Чельси в 1789 году. 

## Известные представители
- Чельси, Лоренцо (1310—1365) — политик, дож Венеции.
- Чельси, Бартоломео[итал.] — военный и чиновник.